# 蘿莉控

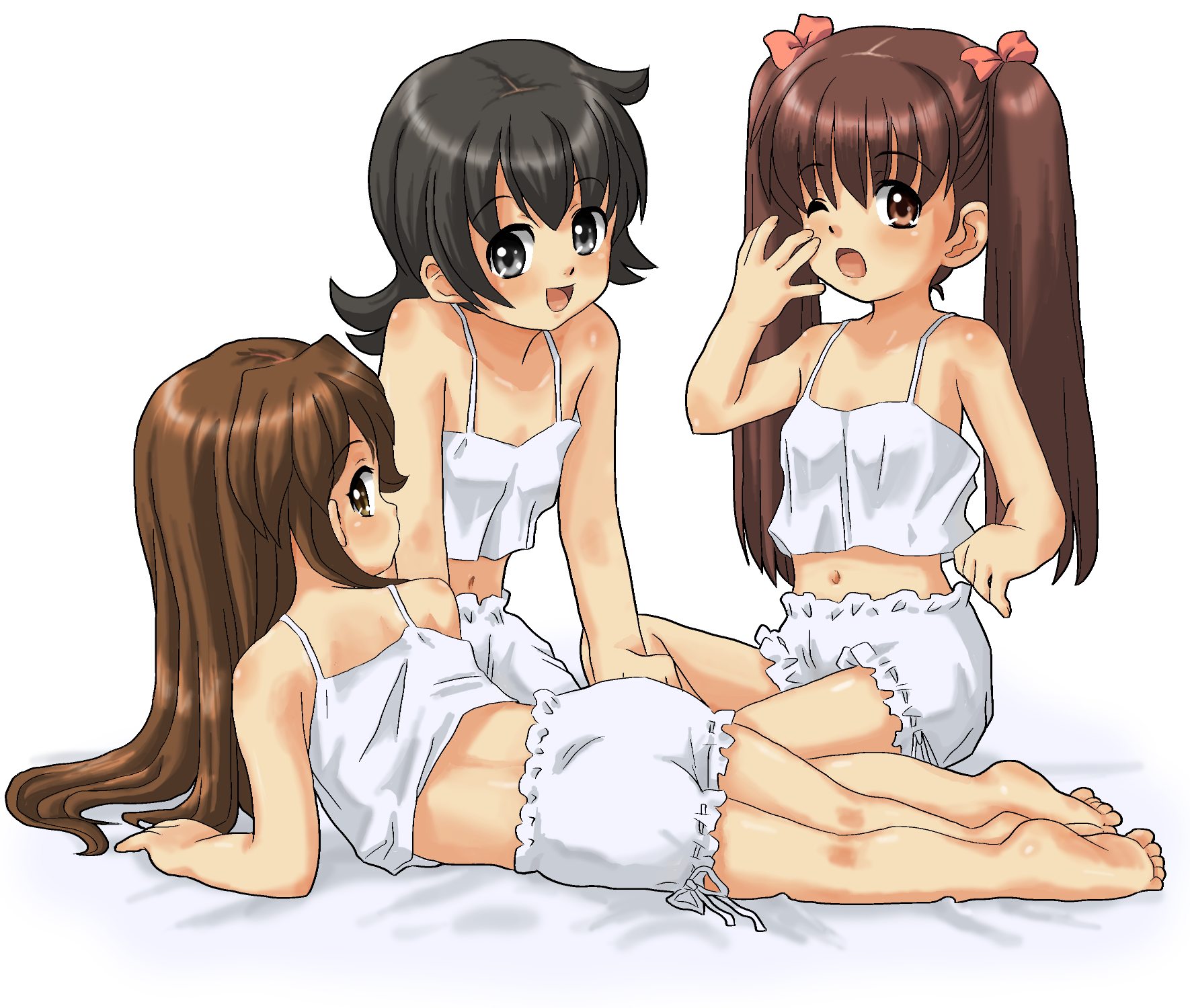
一張蘿莉控的藝術範例，這類作品的角色往往融合了稚氣的特點，以及一部分性的含意

根據日本字典及部分書籍的觀點，蘿莉控（日语： rorikon）是指成年人對少女或幼女抱持性慾和戀愛感情的情況:32-36；而西方學者及部分日本書籍的觀點則定義它是指被虛構的年輕女性或童顔角色吸引的情況，亦可指一種以帶性挑逗或色情意味的方式描繪上述虛構角色（蘿莉）的題材。蘿莉控即蘿莉塔情结，亦是它的一部分结合而成的新造語。
蘿莉控一詞源自弗拉基米爾·拿波哥夫所撰寫的小說《罗莉塔》。此一用語於1970年代傳入日本——當時日本的媒體和消費者文化開始以帶性意象的方式描繪少女，同時這類型的意象亦出現在成人漫畫當中。到了1980年代，日本出现了萝莉控熱潮，御宅族開始以此一用語代指認為美少女角色擁有吸引力的情況。之後由於美少女角色的意象變得更為多元，故他們開始把蘿莉控的使用範圍限定於童顔角色上。蘿莉控漫畫使得情色漫畫的創作者紛紛改用少女漫畫的畫風（即人物較為圓潤、不寫實的畫風），創造出「可愛情色」（かわいいエロ）這種風格。它令更多人認為二次元角色擁有吸引力，並推動日後萌系畫風的發展。
宮崎勤事件在1990年代引起日本社會對有害漫畫的道德恐慌，自此蘿莉控漫畫便成為日本內外的批判對象。英國、澳洲、加拿大等地已把「持有露骨刻畫孩童或童顔角色的作品」定為刑事罪行。像日本、美國般的國家則以表達自由的名義容許人們發行和持有這類型的作品。 反對者與支持者之間尚對蘿莉控作品與兒童性虐待（Child sexual abuse）的關係有着不少爭議。

## 定義與範圍
蘿莉控是「蘿莉塔情意結」的混成詞。「蘿莉塔情意結」源自弗拉基米爾·拿波哥夫所撰寫的小說《罗莉塔》（1955年），並在之後透過羅素·特萊納的大眾心理學著作《蘿莉塔情意結》傳入日本。亞當·斯特普爾頓（Adam Stapleton）寫道，特萊納在當中描述了男性被處於青春期或之前的少女吸引的情況；而高月靖則表示特萊納描述的是少女被中年男性吸引，與之後的定義相反。1972年，澀澤龍彥對《蘿莉塔情意結》的後一種定義評論道：「我們應該改從亨伯特或拿波哥夫的視角來看，但這難道不是問題嗎？」。高月表示，之後其定義慢慢演變成現今的狀況。
故此在當時的日本，此一用語指的是「恋童性慾望」，並用於代指中年男子跟少女結為伴侶的狀態。而其略稱蘿莉控來源也是不詳，它可能在1970年代末為人使用，並於1980年代廣泛傳播。一説認為，是當時的蘿莉控地下雜誌把「蘿莉塔情意結」簡化成「蘿莉控」。它的意思在此期間亦出現了變化，變得更與虛構作品有關。日本社會一般視之為跟戀童接近的概念。對派翠克·加布雷斯（Patrick W. Galbraith）而言，御宅族多用蘿莉控代指對日本漫画、动画、電子遊戲的少女或童顔角色（蘿莉）產生慾望的情況。加布雷斯亦視之為對虛構角色的慾望，能夠從虛構作品中得到滿足。不過蘿莉控的意思尚有爭議及沒有清晰定義，加布雷斯認為，对於御宅族而言，蘿莉控不能等同於戀童和兒童色情製品。《成人遊戲文化研究概論》著者宮本直毅則表示，蘿莉控跟戀童和戀青少年等用語重疉，不過前者只是較為通俗:32-36——其與西方形容各種年齡偏好的用語相比，較偏離心理學規範。
漫畫編輯兼評論家赤木旭寫道，有關用語的意思在1980年代間出現了變化——從一開始他們會以之形容較年長的男性跟少女發生性行為的情況，不過後來則用以形容動漫角色的「可愛度」及「少女度」所帶給人的吸引力。漫畫編輯兼評論家永山薰同樣認為，蘿莉控指的是認為可愛事物具吸引力，而非認為少女具吸引力。上述評論家將其描述為對「漫畫式」人物、「可愛」、「圓潤」、「二次元」的慾望；而此一慾望並不適用於三次元本身。不過，日本編輯青山正明、志水一夫、齊田石也等會在1990年代把蘿莉控套用在認為三次元少女具吸引力的情況。在1980年代，只要漫畫家以漫畫和帶情色意味的風格去繪畫可愛少女角色，那麼即可以「蘿莉控」稱呼該作品。在此一語境下，「蘿莉塔情意結」可用其他用語代替，比如二次元情意結（二次元コンプレックス）、戀二次元（二次元コンフェチ）、二次元禁斷症候群（二次元コン症候群）、美少女症候群（美少女症候群）、「有病」（病気）。到了1980年代中期，亦即蘿莉控熱潮結束時，繪畫色情漫畫的漫畫家開始把女性角色的體型畫得更為多樣，令蘿莉控一詞的意思演變成只涵蓋以童顔女性角色為主題的漫畫。
在宮崎勤事件發生後，日本民眾對蘿莉控的看法亦起了變化，當時日本傳媒把之跟蘿莉控劃上聯繫（參見#歷史）。加布雷斯寫道，當今的御宅族還是會使用蘿莉控一詞，以此表達認為虛構角色擁有吸引力的情況。一些御宅族更把自身只偏愛虛構角色的傾向稱為「二次元蘿莉控」。蘿莉控一詞已成為日本國內外評論日本漫畫、日本流行文化、性文化的關鍵話語。有關蘿莉控的不同定義見下表：
| 出處                                                                                            | 定義 |
| ----------------------------------------------------------------------------------------------- | --- |
| 鏡裕之 （《非實在青少年論》著者，成人遊戲編劇）                                                 | 「認為細小圓潤可愛的角色有吸引力，此一慾望跟現實女童無關」。                                                      |
| 派翠克·加布雷斯（Patrick W. Galbraith） （Otaku and the Struggle for Imagination in Japan著者） | 「認為青春期前的少女有性吸引力」（2009年）:128。 「並不是被現實少女所吸引，而是受少女漫畫及角色吸引」（2021年）。 |
| 永山薰 （《成人漫畫研究史》著者）                                                               | 認為蘿莉控是被角色而非現實吸引。                                                                                  |
| 凱瑟琳·基特里奇（Katharine Kittredge） （英語系教授）                                           | 「對描畫少女的畫作產生慾望，不等於對現實少女也有慾望」                                                            |
| 稀見理都 （《成人漫畫表現史》著者）                                                             | 蘿莉控沒有清晰的定義。                                                                                            |
| 宮本直毅 （《成人遊戲文化研究概論》著者）                                                       | 蘿莉控跟戀童、戀青少年等用語重疉:32-36。                                                                          |
| 青山正明 （日本作家）                                                                           | 想「跟少女發生性行為」，但意識到這是犯罪的人。                                                                    |
| 目方海里 （《Mr.Dandy》編輯）                                                                   | 認為青春少女有吸引力的人。                                                                                        |
| 《廣辭苑》                                                                                      | 「把少女或幼女視為性對象的愛好」。                                                                                |

## 歷史

### 背景
少女漫畫在1970年代開始復辟，漫畫家在當時嘗試為之引入各種不同的風格和敘事，並在劇情上加入心理學、性與性別方面的元素。這些作品成功打入成年男性市場，並使得一些男性漫畫家開始創作少女漫畫。和田慎二的《我在白菜地絆到》（キャベツ畑でつまずいて，改編自《爱丽丝梦游仙境》）是最早使用「蘿莉塔情結」一語的漫畫。這部漫畫在少女漫画雜誌《別冊瑪格麗特》1974年7月號上發表。在作品當中，有男性角色形容路易斯·卡羅有着「只喜欢小孩子的怪癖」。因此可推測受眾是理解這個圈內笑話的成年男性讀者。早期蘿莉控作品借鑑了少女漫畫的描畫手法，並受到女性創作給男性觀看的色情漫畫影響。
日本大眾傳媒自1970年代伊始便十分聚焦於「少女」意象，視之為可愛、純潔、浪漫的化身，向人們展示「應奉為理想的愛」。1969年，日本出現首本在當地製作的少女裸體寫真集《Nymphet 12歲的神話》（ニンフェット 12歳の神話），不過這類型的作品在初期較具美術成分。當地在1972至1973年亦出現了愛麗絲熱潮，因這股熱潮而催生的少女寫真集同樣包含裸照在內。日本禁止作品露出陰毛的法律可能使得擁有這類意象的漫畫和寫真集能夠得以廣泛傳播。

### 1970-1980年代
1979年1月，山本隆夫拍攝的《LITTLE PRETENDERS》（LITTLE PRETENDERS 小さなおすまし屋さんたち）正式出版。這部作品為拍攝了5名全裸日本少女，對少女寫真業界構成重大影響。由於這本寫真集吸引了不少想觀看女性性器官的人士，故此出版商方面亦隨著需求本身而加印。最終賣出了過20萬本。同年「蘿莉控漫畫之父」吾妻日出夫等人的蘿莉漫畫同人誌《Cybele》創刊，並於Comiket上對外出售。吾妻在雜誌上發表了一部戲仿自《小紅帽》的著名改編漫畫。當時的少年漫畫和色情漫畫多採用劇畫風格，亦即以銳角、深色陰影等技巧來使角色顯得盡量迫真寫實；吾妻則採用少女漫畫的「欠寫實風格」，以淺色陰影和圓滑線條來繪製角色，他認為這樣的作品「才夠色情」。他的畫法給合了手塚治虫筆下角色的曲線身材和少女漫畫當中「富感染力的圓臉」，開創出「美少女」和「可愛情色」（かわいいエロ）這兩種風格。吾妻的漫畫亦具有一定幽默和戏谑成分；起初只有少數讀者認為這類作品「夠色情」，但它的粉絲群一直擴大。吾妻的漫畫令色情漫畫界遠離寫實風 ，紛紛改用更為不寫實的風格。這兩部作品掀起了之後的蘿莉控熱潮（下述）。Comiket原本由女性參與者（1975年首屆Comiket舉辦時，9成入場者是女性）主導，但在蘿莉控漫畫的影響下，Comiket開始吸引不少男性入場。到了1981年，男女入場者的比例各佔5成。由男性主導生產和消費的蘿莉控作品，是在回應由女性主導生產和消費的Yaoi題材作品。
20世紀80年代初，日本掀起了一股蘿莉控熱潮，市面上出現大量以含性意味的方式刻畫還沒性成熟的少女的漫畫、寫真集、影像。同時市面上亦出現了以蘿莉控為主題的專門誌，比如《檸檬人》、《漫畫Burikko》、《漫畫Hot Milk》、《Melon Comic》、《Halfliter》。1982年，蘿莉控成為了日本年輕人的流行語，開始有人公開自稱為「蘿莉控」，並出現首本蘿莉塔專門誌《Hey! Buddy》。同年內山亞紀的蘿莉控漫畫《安德羅三人組》開始連載，並為大眾媒體關注。蘿莉控熱潮跟御宅族文化的興起有着莫大關係；御宅族一語在1983年於《漫畫Burikko》上首度以書面形式出現，筆者用它代指令人不快的粉絲。《漫畫Burikko》原是一本非營利劇畫雜誌；編輯大塚英志後來在1983年決定把它重新定位，使之成為蘿莉控雜誌。大塚創立這本雜誌的初心就是向市面推出「男性向的少女漫畫」。雜誌內的作品多沿用吾妻的圓潤風格，它們亦很少刻畫角色間的露骨性行為。《漫畫Burikko》後來收到讀者反饋，當中要求它不要再把寫真偶像的寫真印在封面上。致使《漫畫Burikko》在1983年11月開始放棄這種做法，並在封面加上副標題——「完全美少女漫畫雜誌」（絶対美少女コミックマガジン）。不過《漫畫Burikko》在當時屬於小眾，與大多漫畫雜誌不同:71-72。蘿莉控雜誌會定期發表岡崎京子、櫻澤惠理香等女性漫畫家的作品；以及內山亞紀等一眾男性漫畫家的作品。內山亞紀的作品曾刊於各大業餘雜誌和主流漫畫雜誌上。前者的例子有《檸檬人》，後者則包括《週刊少年Champion》 。首部蘿莉主題的成人動畫《萝莉塔动画》則在1984-1985年期間推出。

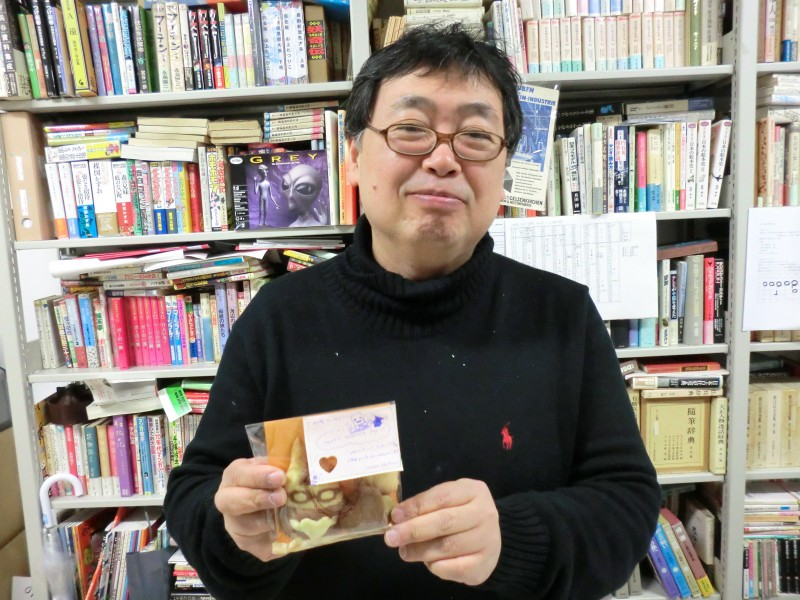
《漫畫Burikko》的編輯大塚英志為蘿莉控熱潮的关鍵要角

早期蘿莉控較為追捧《魯邦三世卡里奧斯特羅之城》（1979年）的克蕾莉絲以及《高立的未來世界》（1978年）的麗娜——上述兩部作品皆由宮崎駿負責執導。克蕾莉絲很受當時粉絲歡迎，致使《月刊OUT》、《Animec》、《Animage》等一眾動畫雜誌和同人作品都會探討她的吸引之處。該些討論聚焦於她的少女特質和「有多『童話』」。早期蘿莉控作品多包含机甲與美少女的元素在內。永山薰為此舉出了一個著名例子——於1981年日本科幻大會上公映的《DAICON III》，並表示由此可見，科幻在御宅文化發展伊始便跟蘿莉控有着密切关系。 像《魔法小仙子》（1982-1983年）般的動畫雖為少女向，但由於它聚焦於美少女主角，所以亦贏得成年男性的好評，令他們決定為它創立粉絲俱樂部。海伦·麦卡锡認為，蘿莉控動畫紮根於像《魔法小仙子》般的魔法少女作品之上——後者會令少女與成年女性的界線變得模糊。
色情漫畫的蘿莉控熱潮於1984年終結，有關地位讓位給「美少女」系色情漫畫。在熱潮將近結束時，由於「大多色情漫畫的讀者和創作者對蘿莉無感」，不會把「女童當作性對象看待」，所以他們開始聚焦於「美少女」系作品，於當中登場的角色多為童顔巨乳，所以不會被視作蘿莉控作品。1985年8月10日發售的《Hey! Buddy》9月増刊號《蘿莉控LAND 8》（ロリコンランド8）則被警視廳保安一課下令回收禁售，致使該雜誌自行停刊。象徵著少女裸體寫真集熱潮在1980年代後期退卻。不過次年出版的倉橋望蘿莉控寫真集也獲得了關注:188。在1989年，Comiket上會繪畫蘿莉控漫畫的創作者亦出現減少跡象。

### 1990年代至今
在宮崎勤於1988年8月到1989年6月間先後綁架及殺害四名年紀介乎4至7歲的女童，並進行屍奸一事曝光以後，日本的媒體便開始對蘿莉控和御宅族這兩個議題炒作，引起一輪道德恐慌。當時有記者進入宮崎勤的公寓房間拍攝，並把焦點放在他的娛樂收藏上——比如他曾參考當中情節犯罪的恐怖/砍杀电影、少女漫畫、蘿莉控漫畫，這類型的照片隨即引來日本大眾的目光。當時不少人把宮崎勤事件視為媒體效應的表現——認為他的收藏令他更去抑制，把虛構跟現實混為一談。大眾同時把宮崎勤標籤成御宅族，然後把他們想像成在社交和性方面不成熟的人。在部分人眼中，御宅族甚至成了戀童者或犯罪預備軍的另一種說法。有關爭議最終令地方當局對零售商和出版商進行取締，且抓了一些同人誌創作者。
儘管如此，在整個1990年代間，當地愈來愈多的漫畫都開始採用蘿莉控意象。少女裸體專門誌《Alice Club》於1990年代推動了日本第二波蘿莉控熱潮的發展，擁有發行8萬本的記錄，之後停刊。在誌中活躍的其中一位攝影師為力武靖，不過他沒有為此専門拍攝寫真，只是把自身拍攝寫真集時的部分照片轉載過去。他之後跟蘿莉控専門店「PePe」合作，出版《Jenny们的肖像》，其收錄了多名少女的寫真——西村理香為當中較為著名的模特兒:189。1990年代後期，日本年少偶像產業開始興起，並為蘿莉控所關注:110。到了2000年代早期，蘿莉控色情漫畫隨着成人漫画雜誌《Comic LO》創刊一事，而出现復興跡象。2017年左右「雌小鬼」（メスガキ）角色在相關同人創作當中開始流行起來，該些角色的特點為「對大人囂張高傲」和「懂性」。《Comic LO》從2023年8月號開始改為隔月出版，之後沒有出版《Comic LO》的月份會改為出版姊妹誌《Loe》，其內容以《Comic LO》漫畫不採用的題材為主調，凌辱便是其中一例。

## 作品類型

### 日本少女裸體寫真集
1980年代，由於前述的《LITTLE PRETENDERS》取得成功，業界終意識到少女裸體作品有著龐大的需求，於是相關作品的供給量亦顯著上升。在這段期間，日本出版了100部以上的少女裸体寫真集。1985年，發行量較高的蘿莉控寫真雜誌有《嘿！兄弟》（8萬冊）、《蘿莉控House》（ロリコンHOUSE，4萬冊）、《蘿莉控LAND》（2萬冊）。該些雜誌盛行的原因之一在於当時日本以有沒陰毛來定義作品是否淫穢及需要為性器官打上馬賽克，因此没有陰毛的少女陰部照片可以不需打上馬賽克便能發行。日本在1999年實施了《兒童買春、兒童色情關係行為等處罰及兒童保護等相關法律》，令刊有兒童裸體的寫真集不能夠正式發行。

### ACG作品

#### 動畫
《魯邦三世 卡里奧斯特羅之城》是1970年代蘿莉控動畫的代表作，它獲得了《Animage》1981年度月刊動畫大獎第4位。該雜誌認為此一成績可歸因於導演宮崎駿「獲得蘿莉控的芳心」。但宮崎反過來批評該些愛好者，認為他們是在貶低這部作品，並表明自己「憎恨那些把蘿莉控掛在口邊的人」。不過像齋藤環和加爾布雷思般的學者表示，宮崎駿跟對少女角色的慾望存有聯繫。加爾布雷思对宮崎駿的這番說話有着以下解读：這並不是認為女性角色有沒有吸引力的問題，而是會否感到羞恥的問題——宮崎駿認為那些自認為蘿莉控的男性缺乏羞恥感，而他自身則比他們更為之感到羞恥，故此他決定跟這種「欲望」保持一定距離。
萌系蘿莉控作品一般不會直接對性本身進行描畫，有些甚至不會觸及之；被有關作品萌倒的觀眾多形容這種感受類似於柏拉图式恋爱。AnimeNation的约翰·奥普利格（John Oppliger）指出，《蘿球社！》、《萌少女的恋爱时光》、《萌單》等系列都在挑戰以「有無性挑逗」作標準，來將「萌系」跟「蘿莉控」區分開來的做法。他認為這些作品「都在讽刺人們把純潔奉為『萌』[不可分割的一部分]......嘲笑觀眾和他們所下的定義區隔」。萌系蘿莉作品常會出現學齡少女露出內褲等輕度情色場面，但它們不會描畫角色間的性行為。

#### 漫畫
蘿莉控作品的定義十分模糊。部分定義以角色的年齡作劃界標準，另一些則以角色外表來界定（有些角色的外表與設定年齡不符）。蘿莉控作品的蘿莉角色一般顯得天真無邪、早熟，甚至帶點俏皮。一些作品會描繪她們的性行為場景，另一些則只出現少許性挑逗場面。此外也有作品沒有出現任何與性有關的場景（參見#與萌的關係）。
永山薰寫道，根據漫畫讀者的定義，「只要女主角比中學生年幼」，那麼即可把它視作蘿莉控作品。他同時表示，其他群體的定義會有所不同。比如一般社會會把前置條件換成「只要女主角為18歲以下」；狂熱者會把之換成「只要女主角比小學生年幼」；更為戀童的讀者則會換成「只要女主角為幼稚園生」。伊麗莎白·克拉爾（Elisabeth Klar）認為蘿莉角色的表現可以「不符其年齡」，亦即她們的角色、身體、行動三者之間能夠存有矛盾。比如說，蘿莉老太婆（ロリババア）的說話方式就像活了多年的婆婆般。一些蘿莉角色的身體亦會顯現出各種各樣的第二性徵。不少作品利用了情節裝置來解釋年長角色或非人類角色的年幼外表。
「蘿莉控漫畫」以短篇故事為主，並以同人誌或專門誌的形式出版。它們的主打客群為年輕男性，不過永山薰表示，的蘿莉控漫畫「引起女性读者的共鸣......赢得女性的支持」。其他會創作蘿莉風格作品的漫畫家有完顔阿骨打和；女性漫畫家則有和家賀美文緒。
「蘿莉控」是「超扁平」後現代藝術運動（由村上隆開創）的常見題材。聚焦於「蘿莉控」題材的超扁平風格藝術家有Mr.和町野變丸。村上隆曾為英國時裝雜誌《Pop》拍攝受蘿莉控題材影響的封面照片。

#### 遊戲
1980年代初，電腦遊戲開發商PSK先後推出了《蘿莉塔野球拳》（ロリータ 野球拳）、《蘿莉塔Ⅱ 校园追逐》（ロリータⅡ 下校チェイス）、《最终蘿莉塔》（ファイナルロリータ）等作品，它們隨後統稱為蘿莉塔系列。它於1984年推出的《愛麗絲》同被視為蘿莉控遊戲:32-36:26-28。艾尼克斯亦於熱潮期間發行《蘿莉塔綜合症》一作:32-36:11。在開售後，這部作品隨即成為話題。當中不少人都把焦點放在玩家輸掉遊戲時，女主角慘死的情景。此外很多玩家希望官方能推出續作:11。1985年，光荣推出《蘿莉塔綜合症》事實上的續作《我的蘿莉塔》（マイ・ロリータ）。
2001年12月28日由ZERO發售的冒險類型成人遊戲《第一次看家》影響了蘿莉系作品以至美少女遊戲界本身。當中女主角雖外表年幼，但設定上已滿18歲，而且在遊戲劇情一開始時已是非處女——測試了玩家對後者的接受程度:24。這部作品及後為其他廠商彷效，並改編成動畫。狸軟件（たぬきそふと，或稱狸貓社）亦是一間專注於蘿莉的成人遊戲廠商，曾推出《少交女》等成人遊戲。後來工作人員因想嘗試不同的方向而創立後續品牌蛙軟件（かえるそふと，或稱青蛙社）。Lose的成員因為全都喜歡蘿莉，而製作出《茂伸奇談》等蘿莉系遊戲。其他專注於蘿莉的遊戲製作團體有曾發表《一點都不小嘛！～在校車裏迎接啾啾❤～》的Iris和曾發表《每日亲吻洛丽塔》（毎日キスしてロリータ）的夜羊社（夜のひつじ）等等。

#### 與萌的關係
蘿莉控意象推動了1990年代的萌系美少女畫風發展。起初只有小众的御宅族出版物會有美少女角色登場，但她們很快就為主流漫画杂志所吸納。《美少女戰士》和《新世纪福音战士》等作品的出現為美少女角色帶來了人氣，美少女遊戲亦推動了有關熱潮。於該些作品登場的美少女角色為一眾粉絲所追捧，對應的衍生作品和周邊亦應運而生。當代ACG作品充斥大量的萌系角色——畫師一般把她們畫作身體尚未完全成熟的可愛美少女。

#### 特點
赤木旭在1993年把蘿莉控作品細分，把它分成不同的亞體裁：虐戀、「猥亵物」（例如觸手及長有陰莖的機器人）、「戀机甲」（機器與少女），可見它們是以一種「單純猥亵」的方式來貼近主流動漫。除此之外，部分蘿莉控作品亦包含了百合或自慰的元素在內。傳媒學者Setsu Shigematsu認為，這類型的替代和模仿能讓蘿莉控作品「為平常的性行為加添戲仿成分」。「更具極端成分」的蘿莉控作品則以近親性行為、強姦脅迫、扶他那裡、綁縛為主題。
永山薰寫道，大多數蘿莉控色情漫畫都會觸及「罪的意識」，亦即在消費時的罪惡感和禁忌感。為了令讀者的有關意識減輕，它們可能會把女童描繪成在最後享受這次的性經歷，抑或把女童設定成引誘男性發生性行為的一方。 另一些漫畫則會把男方設定為「絕對的邪惡」，少女則設定為軟弱可憐的一方，以利用「打破禁忌」時的「愉快感」。永山之後亦表示，一些漫畫會描畫幼童之間的性行為，並以此避免讓人出現「罪的意識」，同時展示童年時代的理想一面。還有一種方法可以減低「罪的意識」——就是把登場人物畫得不夠真實或「夠萌」。在永山眼中，「虛構跟現實的差別」正是會讓人萌起來的地方。Tamagomago（たまごまご）在《Megastore》上寫道，以雌小鬼為題材的同人作品可分為兩類，一類是主人公在性上教訓雌小鬼，讓她們屈服。另一類則是主角不斷被戲弄，最後屈服在雌小鬼手中。

## 法律與審查
自1990年代起，英國、澳洲、加拿大等地已把兒童色情製品法的涵蓋範圍擴大至任何有關虛構兒童角色的性描畫。像日本、美國般的國家則認為有關法規並不適用於虛構作品。
日本於1999年通過《兒童買春、兒童色情關係行為等處罰及兒童保護等相關法律》，把散播及製造兒童色情製品的行為明文禁止。法案當初提出時，所涵蓋的範圍除了真實的兒童所出演的製品外，亦包含純繪製的兒童色情製品，不過最終版本並沒有涵蓋之。2014年，日本國會通過有關法規的修訂草案，禁止人們持有兒童色情製品：自由民主党於2013年提出了此法的修訂草案，當中除了維持現有定義之外，還加設規定，要求政府調查模擬兒童色情映像跟兒童性虐待的關係。調查後若發現有必要，則採取措施。此舉隨即引來動漫業界反對，他們表示這會使得表達自由在將來有機會收窄，對創意產業亦有一定負面影響，並指出沒有科學證據顯示虛構作品跟犯罪有關。最終通過的修訂版本於2015年生效，當中刪除了有關規定。
日本一些地方會以「對青少年健全發展有負面影響」為由，在法律上限制蘿莉控作品。在1990至2000年代期間，日本愈來愈多地方實施了這類型的法律。東京都議會於2010年為《東京都青少年健全育成條例》提出修訂草案，當中訂明禁止把對未滿18歲的非實在青少年進行「反社會性描畫」的作品售賣給18歲以下者（東京都知事豬瀨直樹表示，這條法律就是針對那些不被認定為色情的蘿莉控作品）。ACG創作者、學者、動漫迷皆曾就此舉集體提出反對。議案於6月被東京都議會否決。之後議會議員便提出經過修改的修訂草案，並於2010年12月正式通過，當中要求「任何漫畫、動畫等」業界從業者避免就「涉及觸犯現實法律或冒充性行為的」內容「進行不正當讚美與誇飾性描寫」。2011年，《老婆是小學生》等漫畫因含有上述內容，而被當局視為可能需要規管的對象。豬瀨先前曾在電視上點名批評《老婆是小學生》的內容。結果J漫畫把它以網絡形式出版，以此規避有關法例。
日本以外的地區會審查規管任何有關少女角色的性化描畫。2006年，北美出版社七海娛樂原計劃在當地發行漫畫《萌少女的恋爱时光》的英譯本，但賣方後來相繼取消訂單，令七海娛樂擱置有關計劃。出版社的聲明寫道：「這部漫畫並不符合美國市場的[道德]標準」。澳大利亚参议員斯特林·格里夫在2020年批評澳大利亚分级委员会，認為它把部分動漫評為剝削兒童的做法不當，促請它檢討有關審查制度。同年，委员会因為輕小說系列《NO GAME NO LIFE 遊戲人生》含有對兒童角色的性化描繪，決定禁止當地人進口或出售該作品的三卷單行本。像Discord和Reddit般的網上平台禁止用戶發佈蘿莉控動漫作品。此外，西方社會的動漫粉絲也可能會支持禁止蘿莉控動漫作品，以維護該社群的形象及規範。

### 爭議
国会议员兼自由民主黨成員福田峰之在2014年日本國會決定修訂《兒童色情製品禁止法》時，解釋了為何該法不涵蓋蘿莉控作品，他表示：「漫畫、動畫、電腦生成的圖像並不會侵害少年少女的權利。同時亦沒有科學證據證明它會引起間接傷害。由於上述效果並沒得到科學證明，故[在法律上]懲罰觀者也實在是做得太過了」。福田的觀點跟眾多活動家差不多。在1960年代至1970年代間，亦即蘿莉題材作品出現增長的時期，日本的兒童性虐待率反而呈下降趨勢。加爾布雷思認為這證明了蘿莉控作品不會促使人去犯罪。史蒂芬·斯梅特（Steven Smet）認為，蘿莉控作品為「幻想的出路」，使得日本的犯罪率相對較低。 根據加爾布雷思的說法，御宅族文化創造出「把虛構作品跟現實區分開來」的媒體素養和道德立場，他們在混淆兩者會有危險的時候更會注重這點。根据他的人类学考察，像蘿莉控虛構作品般的御宅族性想象并没有导致「『不道德的行为』，反令人更有道德地處事」。丹麥哥本哈根的一間醫院Sexologisk Klinik應當地政府要求而着手研究有關問題，結果在2012年發表，顯示有關卡通及繪畫與兒童性虐待沒有任何關係。學者沙拉林·奧鮑爾（Sharalyn Orbaugh）認為這類型的漫畫能幫助兒童虐待的受害者解決自身創傷；表示規管有關作品所帶來的傷害大於作品本身。
法律學者中里見博認為蘿莉控作品會歪曲讀者的性慾，使人犯罪，侵犯孩童和女性的權利。日本非營利組織CASPAR有着同样观点。人口販運受害者中心等批評者宣稱，不法分子可把蘿莉控作品應用在兒童性誘拐上，助長接納兒童性剝削的文化。联合国人权事务委员会在2019年發表了一份指南，當中鼓勵各國對純繪製的兒童色情製品，「特別是用於兒童性剝削過程的描繪」。女性主義評論者船橋邦子認為，蘿莉控漫畫把女性描繪成被動的樣子，她們的身體更是「男性的所有物」，令社會出現更多的性暴力事件。法律學者原田伸一朗認為，兒童色情製品禁止法不應把現實跟虛構混為一談，同時粉丝亦不應忽視兩者之間的界限可能顯得模糊不清。他繼認為要把兩者分開，就應著重「萌的倫理」或「御宅族的责任」。
迪爾頓·羅查·費拉茲·里貝羅（Dilton Rocha Ferraz Ribeiro）分析了多年來日本有關蘿莉控作品的爭議，結果發現支持和反對規管的陣營都維持着相對穩定的狀態，兩方都會在對方作出行動時加以反制。嘉芙蓮·德里斯科（Catherine Driscoll）和利亞姆·格里利（Liam Grealy）認為，這些爭議為國際規範創造出「日本例外論的話語」，要求日本規管有關作品的國際壓力同樣如是。

## 文化評論
大多數西方文化評論家強調蘿莉控跟認為現實女童有吸引力是兩回事。背後原因可能是因為大多評論家都是該文化的粉絲，害怕有關文化受審查或粉絲被貼上負面標籤:90-91。人類學家帕特里克·W·加爾布雷思（Patrick W. Galbraith）寫道：「研究者已多次表示，蘿莉控風格的創作者皆在玩弄符號，與角色打交道——這並沒有反映出性病態，或引起任何的犯罪」。研究御宅族的精神病學家齋藤環強調，蘿莉控慾望抽離於日常生活，正如御宅族的性同樣跟三次元抽離。根據他的觀察，「絕大多數御宅族都不是戀童者」。女性主義評論家藤本由香里說道，大多「在此類畫作和幻想文化中成長的人」都能明白蘿莉控慾望「所指向的並非孩童，而是圖像本身」。文化歷史學家马克·麦克莱兰（Mark McLelland）把蘿莉控和yaoi視為「有意識的反現實主義」題材，認為粉絲和創作者皆表達了「喜歡二次元，抗拒三次元」的取向。他之後把蘿莉控跟腐女放在一起比較，然後得出結論——兩者皆「欠缺跟現實性生活的聯繫」。Setsu Shigematsu認為蘿莉控作品使人從三次元抽開，把慾望投射到「二次元人物當中」。
大多學者把蘿莉控作品視為消費者及創作者自我表達的途徑。社會學家莎朗·金塞拉（Sharon Kinsella）寫道，蘿莉控作品的粉絲「把幼儿化的女性視為欲望对象......已成為他們自我形象和性（sexuality）的一部分」。赤木旭認為，蘿莉控漫畫的讀者會把自己代入至故事的女主角：「蘿莉控漫畫的讀者不需要靠陰莖取樂，他們只需觀賞少女的狂喜......他們認同自己為在受虐中獲得快感的少女」。漫畫評論家伊藤剛形容，蘿莉控作品的男性讀者有着「抽象的慾望」。伊藤之後引述某名蘿莉控漫畫創作者的言論——他表示自己的漫畫表達出自身「被社會強姦」的「弱勢處境」。永山薰寫道，讀者可從兩種角度閲讀蘿莉控漫畫——上帝視角和把自己代入不同的角色；讀者在閲讀蘿莉控漫畫時則會來回切換這兩種視角。女性主義者上野千鶴子在《御宅族之書》（1989年）中寫道，蘿莉控指向的虛構美少女，「與戀童完全不同」，認為它是「少女漫畫的男性粉絲因厭倦在社會上扮演男人，而希望成為......可愛世界的一部分」。
根據部分學者的看法，蘿莉控作品跟日本的性別關係有關。社會學家伊藤公雄認為，蘿莉控漫畫的崛起跟日本社會於1970-1980年代間所發生的轉變有著一定關係。他指出該時的少年開始認為「少女在意志力及行動力方面超越了他們」，故少年們開始把注意力投放在想像世界上，想像出「容易控制」的幼童角色。金塞拉寫道，蘿莉控是對女性社會地位日益提升的「恐惧和欲望凝视」，反映出把少女視為「幼稚、裸露、地位較低」的慾望。傳媒學者內藤千珠子認為，蘿莉控在廣義上表達了「現代日本社會的社會性慾望」，因此她稱現代日本社會為「蘿莉控化的社會」。

### 書刊
- Akagi, Akira.  [The Bishōjo Syndrome: The Desire Called Lolicon]. New Feminism Review. 1993, 3: 230–234 （日语）.
- Galbraith, Patrick W. . Image & Narrative. 2011, 12 (1): 83–119  [2021-01-26]. （原始内容存档于2017-12-02）.
- Galbraith, Patrick W. . Iles, Timothy; Matanle, Peter C. D.  (编). . Lanham: Lexington Books. 2012: 343–365  [2021-01-26]. ISBN 978-0-7391-7014-4. （原始内容存档于2021-07-25）.
- Galbraith, Patrick W. . McLelland, Mark  (编). . London and New York: Routledge. 2016: 109–133  [2021-10-10]. ISBN 978-1-317-26937-3. （原始内容存档于2021-07-25）.
- Galbraith, Patrick W. . Porn Studies. 2017, 4 (1): 105–126  [2021-07-03]. doi:10.1080/23268743.2016.1252159. （原始内容存档于2021-07-18）.
- Galbraith, Patrick W. . Durham: Duke University Press. 2019. ISBN 978-1-4780-0509-4. JSTOR j.ctv1220mhm. doi:10.2307/j.ctv1220mhm.
- Galbraith, Patrick W. . Stockholm: Stockholm University Press. 2021  [2021-10-10]. ISBN 978-91-7635-159-8. doi:10.16993/bbn . （原始内容存档于2022-03-04）.
- Kinsella, Sharon.  (PDF). Journal of Japanese Studies. 1998, 24 (2): 289–316  [2021-04-01]. JSTOR 133236. doi:10.2307/133236. （原始内容存档 (PDF)于2021-01-23）.
- Kinsella, Sharon. . Honolulu: University of Hawai'i Press. 2000. ISBN 978-0-7007-1004-1.
- McLelland, Mark. . International Journal of Comic Art. 2011a, 13 (1): 348–367  [2021-10-01]. （原始内容存档于2021-05-04）.
- McLelland, Mark. . International Journal of Cultural Studies. 2011b, 15 (5): 467–483  [2021-10-01]. S2CID 41788106. doi:10.1177/1367877911421082. （原始内容存档于2021-09-23）.
- Nagayama, Kaoru. . 由Galbraith, Patrick W.; Bauwens-Sugimoto, Jessica翻译. Amsterdam: Amsterdam University Press. 2020. ISBN 978-94-6372-712-9.
- Saitō, Tamaki. . Bolton, Christopher; Csicsery-Ronay Jr., Istvan; Tatsumi, Takayuki  (编). . 由Bolton, Christopher翻译. Minneapolis: University of Minnesota Press. 2007: 222–249. ISBN 978-0-8166-4974-7.
- Schodt, Frederik L. . Berkeley: Stone Bridge Press. 1996. ISBN 978-1-880656-23-5.
- Shigematsu, Setsu. . Lent, John A.  (编). . Bowling Green: Bowling Green State University Popular Press. 1999: 127–163  [2021-10-10]. ISBN 978-0-87972-779-6. （原始内容存档于2021-08-07）.
- Takatsuki, Yasushi.  [Lolicon: Japan's Shōjo Lovers and Their World]. Tokyo: Basilico. 2010. ISBN 978-4-86238-151-4 （日语）.
- 宝島30編集部＋東京公司『宝島30』1994年9月号、宝島社、1994年9月8日、特集「ロリータの時代」
  - 青山正明; 志水一夫; 斉田石也.  . 宝島30: 138 – 145.
  - 青山正明.  . 宝島30: 164 – 168.

## 延伸閱讀
- Alt, Matt. . Néojaponisme. 2011-06-23  [2020-01-14]. （原始内容存档于2021-01-10）.
- Hinton, Perry R.  (PDF). Intercultural Communication Studies. 2014, 23 (2): 54–68  [2021-06-10]. （原始内容存档 (PDF)于2021-03-08）.
- Kinsella, Sharon. . Japan Forum. 2006, 18 (1): 65–87  [2021-10-10]. S2CID 144822744. doi:10.1080/09555800500498319. （原始内容存档于2021-07-25）.
- McNicol, Tony. . The Japan Times. 2004-04-27  [2021-06-16]. （原始内容存档于2021-04-26）.
- Nobis, James G. . Heimermann, Mark; Tullis, Brittany  (编). . Austin: University of Texas Press. 2017: 148–162. ISBN 978-1-4773-1162-2.
- Otake, Tomoko. . The Japan Times. 2017-05-05  [2021-06-16]. （原始内容存档于2021-03-26）.
- Sarrazin, Stephen. . . London: Phaidon Press. 2010: 262  [2021-06-16]. ISBN 978-0-714-85741-1. （原始内容存档于2021-06-10）.
- Sousa, Ana Matilde. . Mechademia. 2018, 11 (1): 147–165 [152]. JSTOR 10.5749/mech.11.1.0147. S2CID 201736938. doi:10.5749/mech.11.1.0147.
- Thompson, Jason. . New York: Ballantine Books & Del Rey Books. 2007: 450. ISBN 978-0-345-48590-8.
- Zank, Dinah. . Berninger, Mark; Ecke, Jochen; Haberkorn, Gideon  (编). . Jefferson: McFarland & Company. 2010: 211–222. ISBN 978-0-7864-3987-4.

## 外部連結
- 维基共享资源上的相關多媒體資源：蘿莉控